# Ylimuonio
Ylimuonio is een dorp in de Finse gemeente Muonio. Het voorvoegsel yli betekent 'boven' of 'over' en kan ook als 'noord' worden gelezen. Dit in tegenstelling tot Alamuonio (Ala-Muonio), het huidige Muonio (ala staat voor 'laag', 'neder' of 'zuid'). Het dorp ligt ingeklemd tussen de Europese weg 8 en de Muoniorivier.
Ylimuonio is gelegen op de plaats waar de Utkurivier de Muonio instroomt en daarbij een aantal zandbanken heeft neergelegd. Al in vroege tijden had de omgeving bewoners. Vissers en jagers, veelal van Samische afkomst, trokken hier al tijden rond voordat zich de eerste Finnen aandienden. Permanente bewoning kwam in het begin van de 17e eeuw. De omgeving is vruchtbaar door regelmatige overstromingen van de Muoniorivier en er zijn uitgestrekte vis- en jachtgebieden. 
In 1840 werd in Ruosteranta aan de overzijde van de grensrivier in Zweden een gebedsruimte gebouwd. In het toen door Rusland bezette Finland mocht men alleen het katholicisme aanhangen en niet bijvoorbeeld de leer van Lars Levi Læstadius. De rivier is soms te wild om over te steken, maar in de winter is overtocht makkelijk; de rivier is meestal vier à vijf maanden bevroren. In al die eeuwen is een vaste oeververbinding tussen Ylimuonio en Zweden er niet van gekomen. De Zweedse oevers hier zijn haast onbewoond en het in de winter toch niet nodig. Inmiddels heeft men een eigen kerkgebouw. 
Men heeft een tijdlang met Muonio gestreden om de belangrijkste plaats in de regio te worden. Uiteindelijk heeft Muonio gewonnen. Een van de redenen was dat het dorp tot in de 20e eeuw moeilijk bereikbaar was; men moest veelal over het water. Een weg kwam pas in het begin van de 20e eeuw. Men moest zich qua inkomen dan ook beperkt houden tot landbouw en natuurlijk veeteelt in de vorm van rendierteelt. Anno 2008 is men eigenlijk volledig afhankelijk van het inmiddels veel grotere Muonio.
In tegenstelling tot veel dorpen en steden in dit gebied heeft Ylimuonio de Laplandoorlog (1944) goed doorstaan, zodat er in het centrum nog steeds enige oudere gebouwen staan.

## Natuur
De omgeving van Ylimuonio is bekend vanwege natuurschoon. De dorp ligt bijvoorbeeld op de voet van de Utkuberg, die geheel bebost is. Deze bossen strekken zich tot ver in de omgeving uit. De ondergrond bestaat uit wat de rivier heeft achtergelaten en natuurlijk liggen de morenen uit de ijstijd hier overal. Daartussen is de grond verzand en verveend en groeit op ieder plaatsje wel korstmos. Het klimaat in de omgeving is een landklimaat, met strenge tot zeer strenge winters. De gemiddelde temperatuur is –1°C en er valt 450 mm regen. Dat neemt niet weg dat het in de zomer soms snikheet is, doordat de dagen lang zijn. Op zulke dagen willen de Finnen graag barbecueën, doch een uitgebreid arsenaal aan insecten, waaronder duizenden muggen, maakt dat vrijwel onmogelijk. In de herfst worden de muggen opgevolgd door knutten. In de winter gaat men ijsvissen in de rivieren en kan men langlaufen.